# Jouke Spoelstra
Jouke Spoelstra (Leeuwarden, 12 oktober 1989) is een Nederlands politicus en bestuurder. Hij is lid van het CDA. Sinds 15 mei 2024 is hij burgemeester van Westerveld.

## Maatschappelijke carrière
Spoelstra studeerde Financial Service Management aan de Hanzehogeschool Groningen. Hij liep stage bij Pieter Omtzigt in de Tweede Kamer en bij de VN in Suriname. Hij was ook werkzaam bij de CDA-fractie in de Provinciale Staten van Friesland.
Naast zijn politieke carrière was Spoelstra ambassadeur van Stichting Present en bestuurslid van het CDA in Friesland met in zijn portefeuille communicatie. Hij voetbalde voorheen bij VV Harkema-Opeinde, later speelde hij bij VV Drogeham. Naast het burgemeesterschap is hij lid van de raad van commissarissen van Wonen Noordwest Friesland.

## Politieke carrière
Namens het CDA was Spoelstra van 2014 tot 2016 en in 2018 en 2022 gemeenteraadslid in Achtkarspelen. Van 2016 tot 4 april 2024 was hij er wethouder. Hij had economische zaken, midden- en kleinbedrijf, financiën, sport en recreatie & toerisme in zijn portefeuille. Tevens was hij er eerste locoburgemeester.
Spoelstra stond als lijstduwer op de kandidatenlijst van het CDA voor de Tweede Kamerverkiezingen van 2021. Hij kreeg 159 voorkeurstemmen. Voor de Tweede Kamerverkiezingen van 2023 stond hij op plek 11 van de kandidatenlijst van het CDA en kreeg hij 4.768 voorkeurstemmen. Hij kreeg echter niet genoeg stemmen om Kamerlid te worden.

## Burgemeester van Westerveld
Op 6 maart 2024 werd Spoelstra door de gemeenteraad van Westerveld voorgedragen als nieuwe burgemeester. Op 25 april van dat jaar werd bekend dat hij benoemd bij koninklijk besluit met ingang van 15 mei van dat jaar. Op die dag werd hij ook geïnstalleerd en beëdigd.
Spoelstra heeft wettelijke taken zoals openbare orde en veiligheid, APV, bedrijfsvoering & personele zaken, monumentenbeleid, archeologie, UNESCO & cultureel erfgoedlijst, leerstoel, promotie van de lokale economie, crisisopvang vluchtelingen en representatie & kabinetszaken in zijn portefeuille. Hij vertegenwoordigt Westerveld bij onder andere het Veiligheidsberaad, de Veiligheidsregio Drenthe, de Maatschappij van Weldadigheid, de Koloniën van Weldadigheid en de Eems Dollard Regio.

## Privéleven
Samen met zijn partner heeft Spoelstra een dochter.